# Chapo: el escape del siglo

Chapo: el escape del siglo conocida en España como Capo el escape del siglo, es una película mexicana de acción y drama, dirigida por Axel Uriegas, que narra la fuga del narcotraficante Joaquín "El Chapo" Guzmán de una prisión de máxima seguridad en México en 2015. Estrenada el 15 de enero de 2016, la película mezcla eventos reales con elementos de ficción para recrear uno de los episodios más mediáticos de la historia reciente en México.

## Argumento
La película sigue la planificación y ejecución de la fuga de Joaquín Guzmán, conocido como "El Chapo", de la prisión de máxima seguridad El Altiplano. A través de los ojos de sus aliados más cercanos y sus enemigos, la trama explora las intrigas, los sobornos y los peligros involucrados en el escape. Mientras las autoridades intentan rastrear al fugitivo, el poder del narcotráfico sobre las instituciones se hace evidente.

## Sinopsis
En una prisión de máxima seguridad en México, Joaquín "El Chapo" Guzmán (interpretado por Irineo Álvarez) trama su audaz escape a través de un elaborado túnel de más de 1.5 kilómetros de longitud. Con la ayuda de su equipo de confianza y una red de colaboradores corruptos, Guzmán logra burlar las medidas de seguridad, desencadenando una cacería internacional. La película examina los mecanismos del poder en el mundo del narcotráfico y las fallas del sistema penitenciario mexicano.

## Elenco
- Irineo Álvarez como Joaquín "El Chapo" Guzmán[1]

- Kristoff Raczynski como Larry
- José Sefami como el Director de la prisión
- Pascacio López como el Ingeniero del túnel
- Harry Geithner como la Abogada defensoraSecretario de Gobernación
- Mario Zaragoza como el Comandante de seguridad
- Horacio Castelo como Cochiloco

## Estreno
La película se estrenó en México el 15 de enero de 2016, pocos días después de la captura real de Joaquín Guzmán tras su segunda fuga. Su estreno generó controversia debido a la sensibilidad del tema y a la cercanía de los eventos que retrata. 

## Hechos Reales
La película está inspirada en la segunda fuga de Joaquín "El Chapo" Guzmán, ocurrida el 11 de julio de 2015, cuando escapó a través de un túnel desde su celda en la prisión de máxima seguridad El Altiplano.
El túnel utilizado para el escape tenía una longitud aproximada de 1.5 kilómetros, contaba con iluminación, ventilación, y una motocicleta adaptada sobre rieles.
Guzmán fue recapturado el 8 de enero de 2016, días antes del estreno de la película, lo que aumentó el interés público en el filme.

## Recepción
La película recibió críticas mixtas, con elogios a las actuaciones y la dirección, pero también fue cuestionada por su representación estilizada de eventos reales. Fue un éxito moderado en taquilla, en parte debido al morbo generado por la figura de Guzmán y la relevancia mediática de su historia. 